# Nguyễn Thu Thủy (họa sĩ)
Nguyễn Thị Thu Thủy (sinh năm 1971) là một họa sĩ, phóng viên công tác tại báo Hà Nội Mới, là tác giả ý tưởng, khởi xướng và tổ chức thực hiện "Con đường gốm sứ ven Sông Hồng", người được trao Giải thưởng Bùi Xuân Phái – Vì Tình yêu Hà Nội năm 2008 và Danh hiệu Công dân Thủ đô ưu tú năm 2010.

## Tiểu sử
Nguyễn Thu Thủy sinh ra tại Hà Nội, lớn lên theo học chuyên Nga Trường Hanoi-Amsterdam, sau đó theo học và tốt nghiệp K22 Đại học Sư phạm Ngoại ngữ (Nay là Trường Đại học Ngoại ngữ, Đại học Quốc gia Hà Nội năm 1992.

## Hành trình nghệ thuật

### Từ "Con đường Gốm sứ" ven sông Hồng, Hà Nội
Con đường gốm sứ ven Sông Hồng do họa sĩ Thu Thủy lên ý tưởng và được thực hiện nhằm kỷ niệm Đại lễ 1000 năm Thăng Long – Hà Nội. Công trình do Quỹ Ford tài trợ với sự tham gia của các nghệ nhân trong và ngoài nước. Năm 2010, công trình được Sách Kỷ lục Guinness ghi nhận là bức tranh gốm dài nhất thế giới.

### Đến quốc kỳ và bản đồ Việt Nam bằng gốm trên đảo Trường Sa Lớn
Sau khi hoàn thành công trình Con đường gốm sứ, họa sĩ Thu Thủy tiếp tục lên ý tưởng thực hiện một lá quốc kỳ Việt Nam bằng gốm sứ ở đảo Trường Sa Lớn: “Tôi luôn mong muốn được dùng chất liệu gốm sứ truyền thống lâu đời của cha ông làm đẹp các không gian ngoài trời tại nhiều địa danh trên cả nước. Nơi tôi nghĩ đến sau Hà Nội là quần đảo Trường Sa- vùng biển đảo thiêng liêng của Tổ quốc, nơi đầu sóng ngọn gió, nơi mà cả dân tộc Việt Nam luôn ngày đêm hướng về”.
Ý tưởng được sự hỗ trợ của Bộ trưởng Quốc phòng, Đại tướng Phùng Quang Thanh và Quân chủng Hải quân Việt Nam. Lá quốc kỳ Việt Nam bằng gốm được gắn trên nóc ngôi nhà cao 3 tầng là hội trường trên đảo Trường Sa Lớn. Diện tích bề mặt lá cờ là 303,8m² (14m x 21,7m), để từ trên không trung (từ Google Earth hay máy bay) mọi người đều có thể nhìn thấy lá cờ đỏ sao vàng của Việt Nam rực rỡ trên bề mặt đảo Trường Sa.
Năm 2014, cũng lần đầu tiên một tấm bản đồ Việt Nam có kích thước 2,3m x 1,9m bằng gốm nung do họa sĩ Nguyễn Thu Thủy thực hiện được ghép thành công tại Nhà khách Thủ đô, đảo Trường Sa Lớn.

### Những công trình nghệ thuật và giải thưởng
Thuộc số những người tiên phong trên con đường khai phá public art (nghệ thuật công cộng) bằng tình yêu với chất liệu gốm họa sĩ Nguyễn Thu Thủy đã thực hiện nhiều công trình nghệ thuật được đánh giá cao cả trên bình diện quốc nội và quốc tế. Bên cạnh Con đường gốm sứ ven Sông Hồng, lá quốc kỳ Việt Nam trên đảo Trường Sa Lớn, còn có thể kể đến các công trình như: Ngôi nhà gương trong công viên Thống Nhất (Giành cúp Bạc của cuộc thi thiết kế quốc tế A’Design Awards & Competition), Biểu tượng "Trái tim tình yêu Hà Nội" bên hồ Trúc Bạch, "Đài phun nước Bông Sen Vàng" trong Vườn hoa Mai Xuân Thưởng (đoạt Giải khuyến khích của Giải thưởng Thiết kế Quốc tế lần tám tại Los Angeles, Mỹ).
Bức tranh gốm "Mùa xuân Hà Nội" khánh thành ngày 2/9/2019 với chiều cao 11,64m mô tả vẻ đẹp truyền thống và hiện đại của thủ đô Hà Nội do họa sĩ Nguyễn Thu Thủy, Nguyễn Tùng Ngọc, Nguyễn Hoàng Tùng thiết kế, lắp ghép tại tòa nhà Lotte Center Hà Nội trong hơn 4 tháng trời từ hàng triệu viêm gốm mosaic cỡ nhỏ, được đánh giá là bức tranh bằng gốm cao nhất Việt Nam.
Hai bức tranh hoa sen ở sảnh Sân bay quốc tế Nội Bài do họa sĩ và êkíp họa sĩ Công ty Nghệ thuật Tân Hà Nội giành được Huy chương Vàng hạng mục Nghệ thuật công cộng thiết kế cho Xã hội (Social Design), trong cuộc thi Thiết kế Quốc tế A’Design Awards & Competition, nhờ thiết kế độc đáo, hai bức tranh lớn soi bóng lên vách kính kiến trúc và mặt nước tạo hiệu ứng thị giác hiện đại, hoành tráng cùng chủ đề lựa chọn mang đậm tính dân tộc, ca ngợi quốc hoa Việt Nam. Lễ trao giải A’Design Awards 2018-2019 được tổ chức tại nhà hát Teatro Sociale, thành phố Como, thuộc miền Bắc Ý ngày 29/6/2019.
Vào đầu năm 2020, họa sĩ Nguyễn Thu Thủy đã khai trương một "ngôi nhà nghệ thuật" ven hồ Tây. Tọa lạc trong không gian thơ mộng trên đường Nguyễn Đình Thi, Hà Nội, ngôi nhà 5 tầng được bài trí thành một không gian nghệ thuật sáng tạo với nhiều chủ đề và chất liệu khác nhau.

### Nỗ lực vươn tầm ra thế giới
Nhiều tác phẩm của họa sĩ Nguyễn Thu Thủy đã hiện diện trong cộng đồng quốc tế, trong đó có thể kể đến bức tranh gốm kỷ niệm 40 năm ký kết Hiệp định Paris chấm dứt chiến tranh ở Việt Nam, hiện được treo trang trọng trong phòng khánh tiết lớn của Tòa Thị chính thành phố Choisy le Roi. Đặc biệt, cũng tại thành phố này, nhóm họa sĩ Việt Nam dẫn đầu là họa sĩ Nguyễn Thu Thủy đã thực hiện bức tranh tường "Mùa xuân Pháp - Việt" cao 3,5m, dài 40m trên bức tường đê bên sông Seine, đoạn chảy qua thành phố.

## Thông tin khác
Bộ phim ngắn Thu Thủy - những giấc mơ gốm kể câu chuyện về hành trình nghệ thuật của họa sĩ Nguyễn Thu Thủy giành cú đúp giải thưởng tại Liên hoan phim ngắn Top Short: Giải thưởng "Best Trailer" (Giới thiệu phim hay nhất) dành cho đạo diễn Nguyễn Nghiêm Nhan - và "Inspiring Woman in a film" (Người phụ nữ truyền cảm hứng trong phim) cho họa sĩ Nguyễn Thu Thủy.

## Thư viện ảnh về con đường gốm sứ

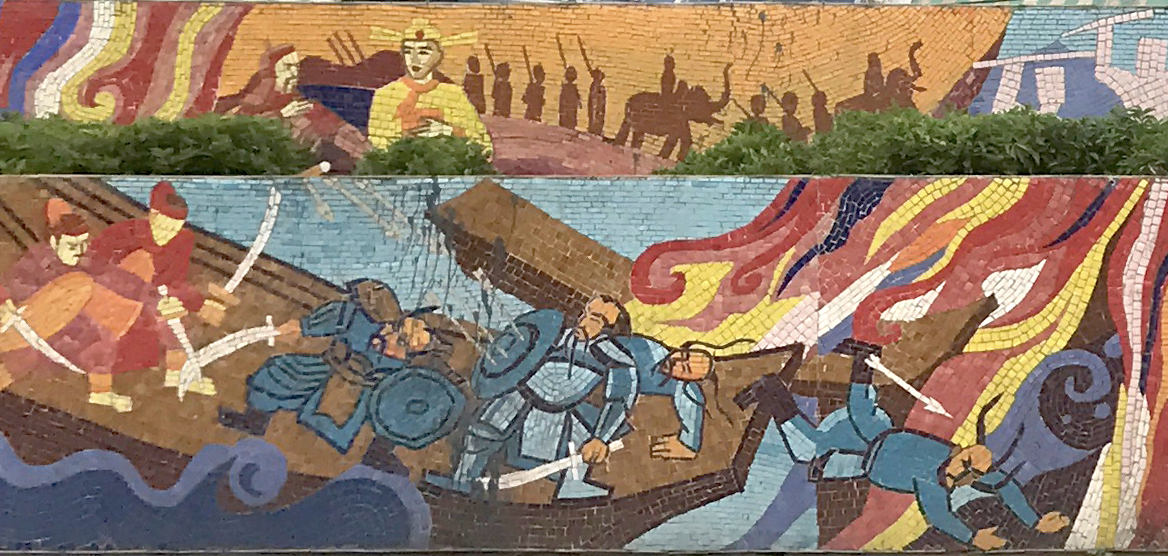
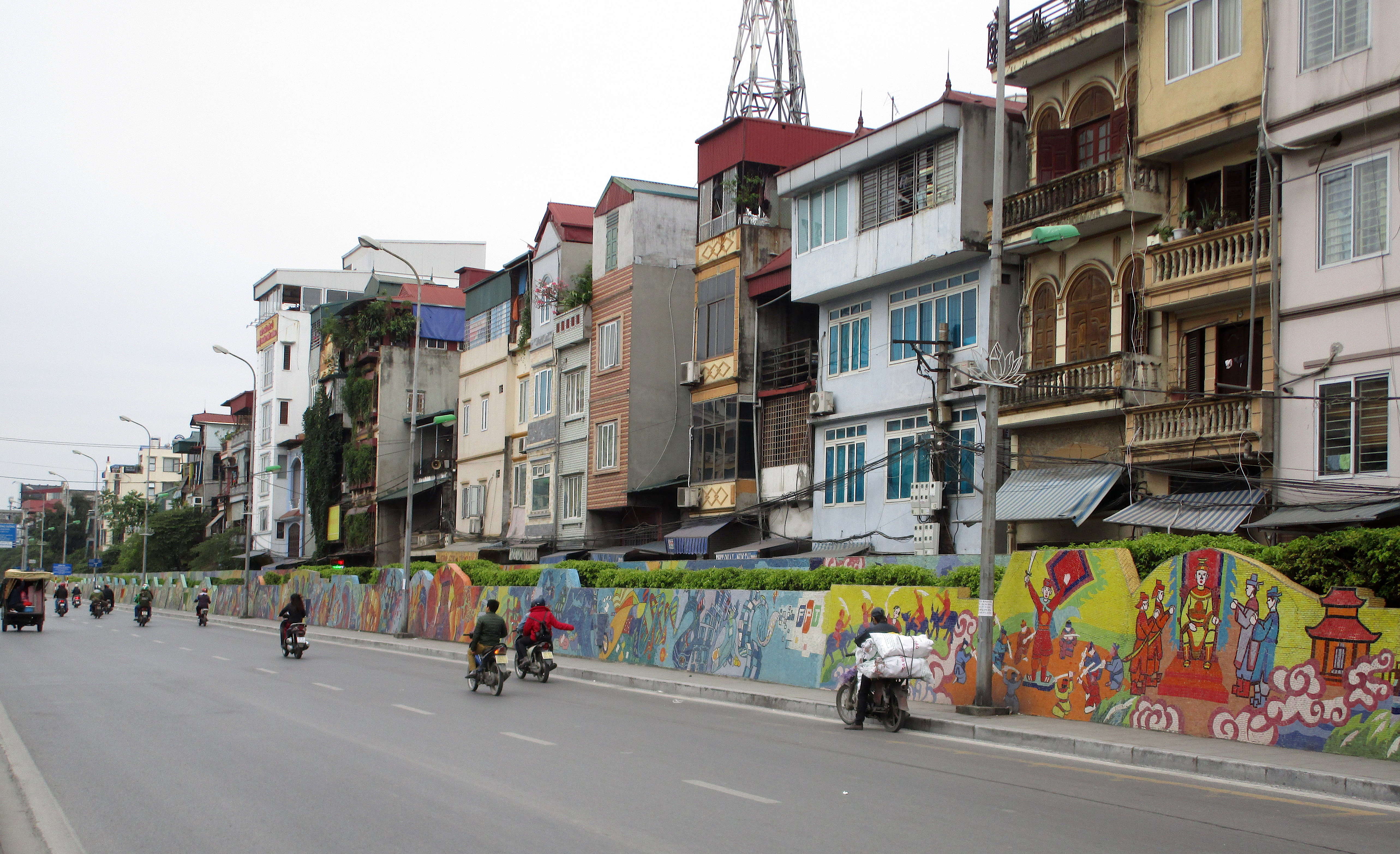
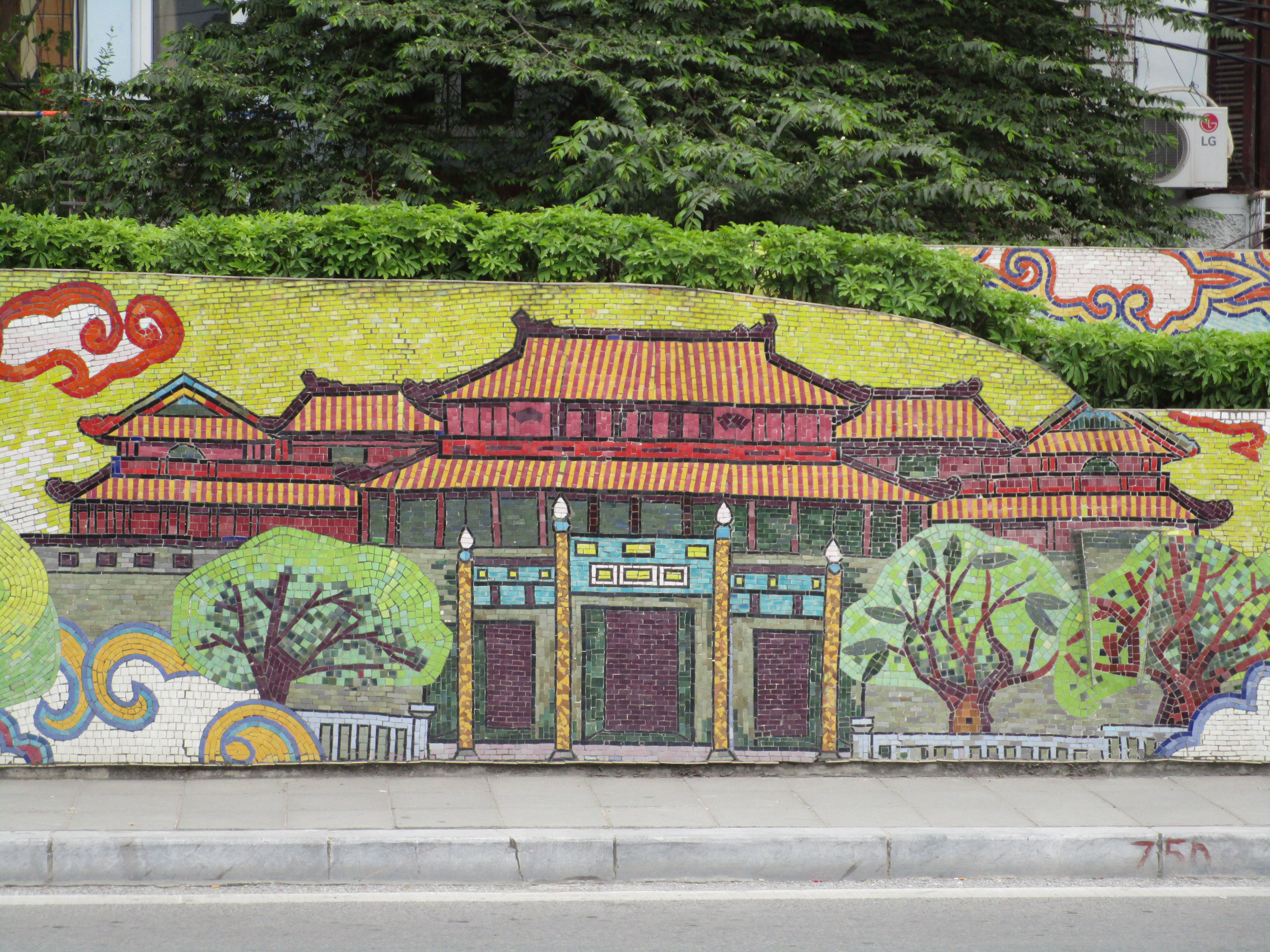
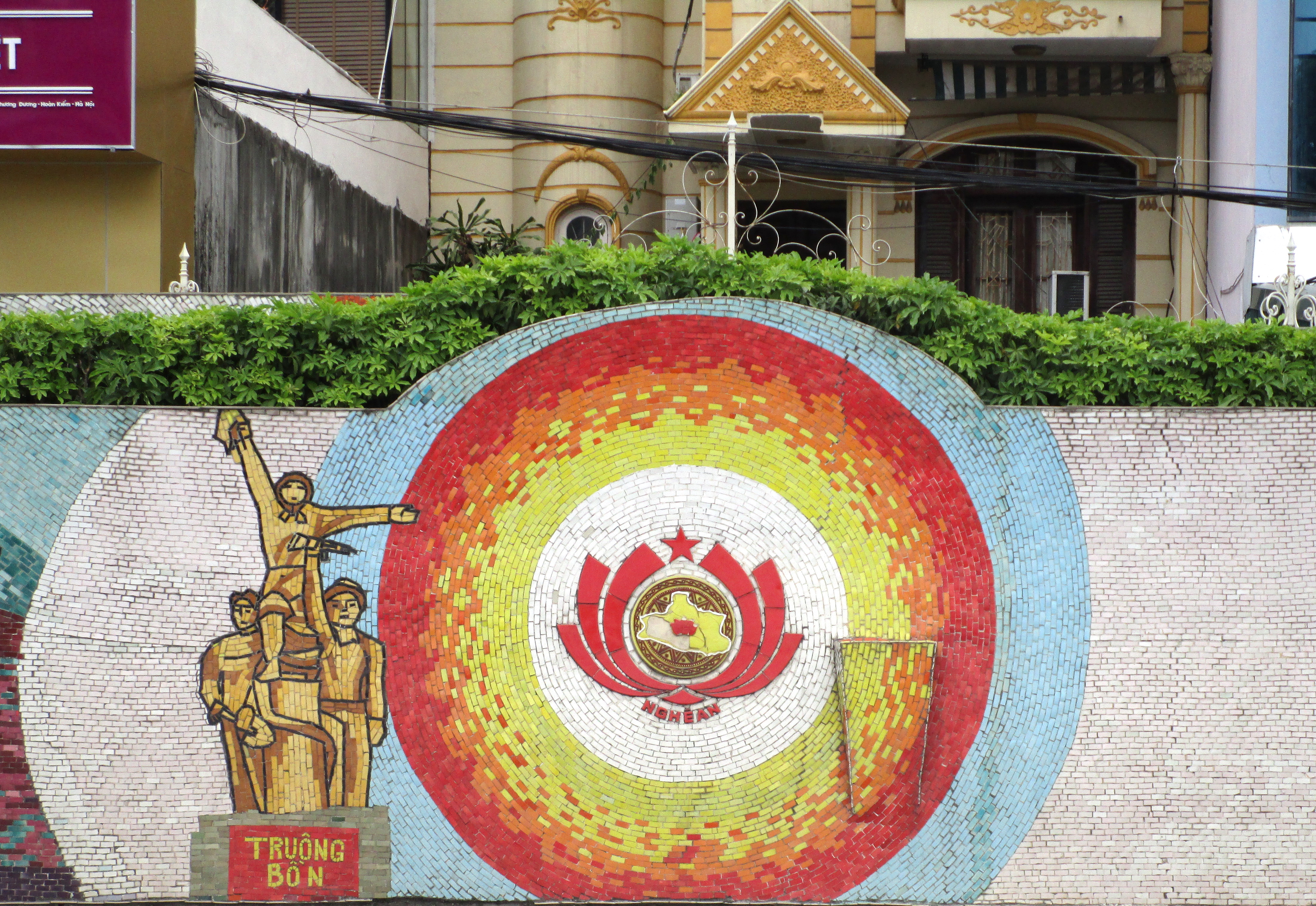
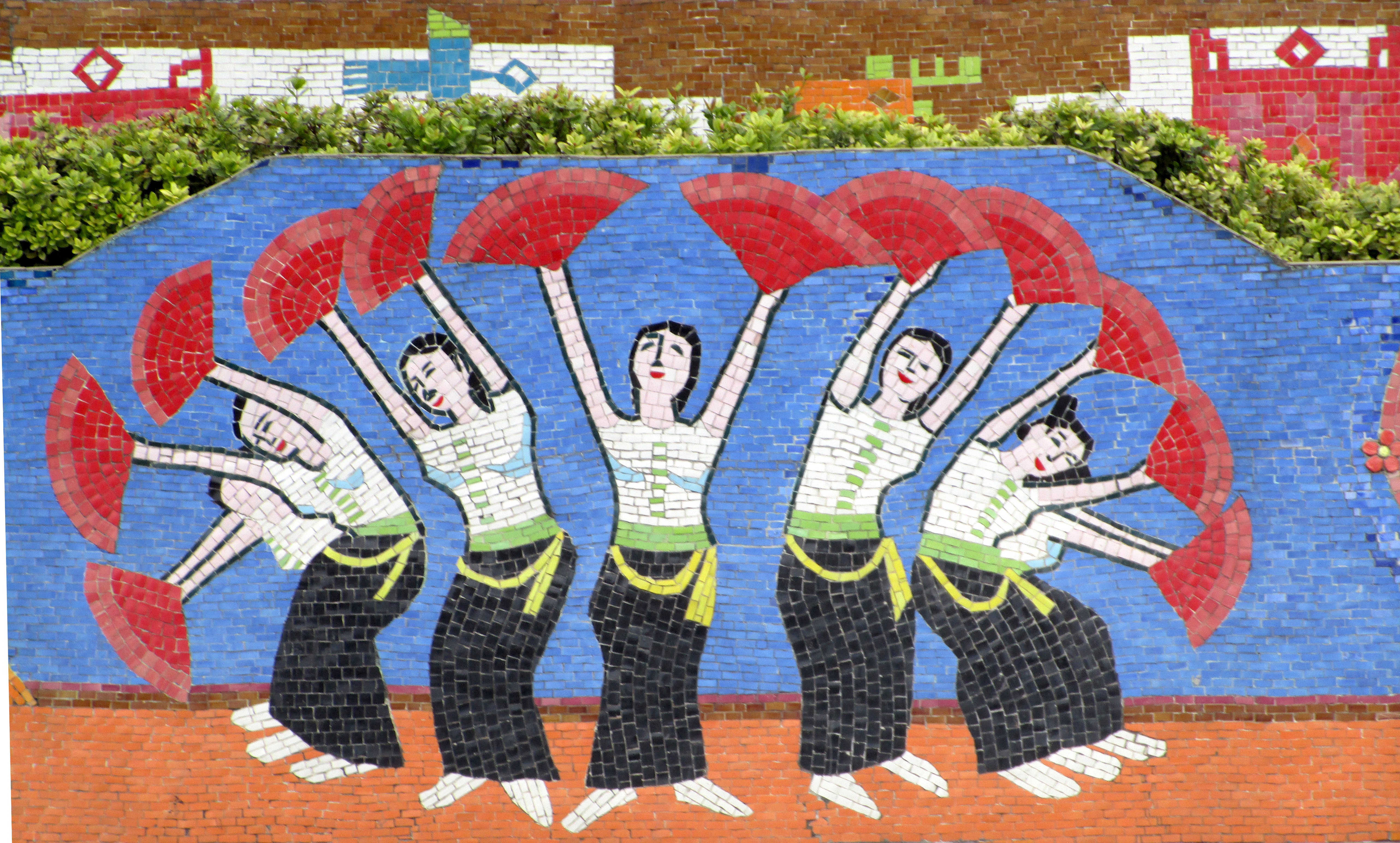
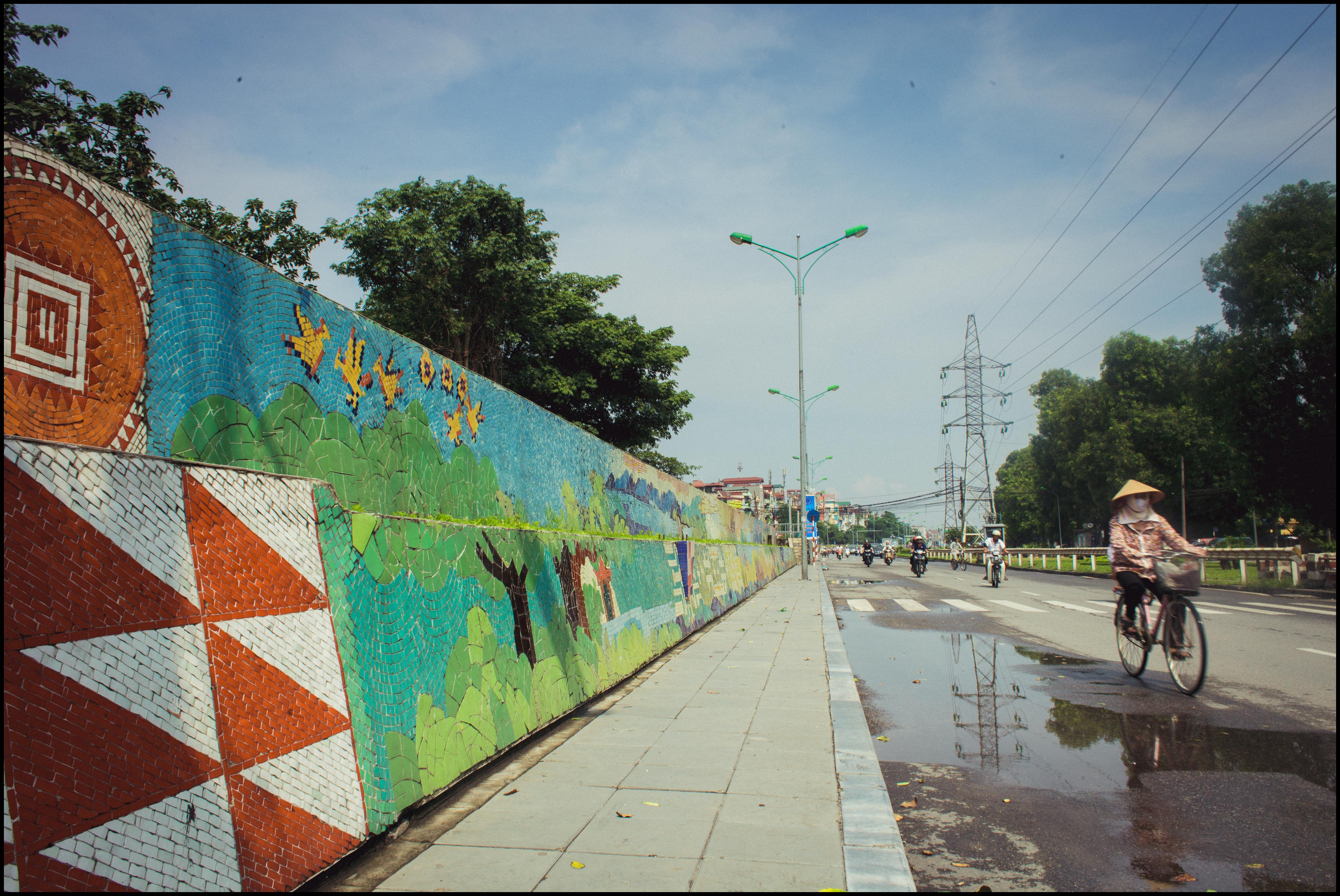
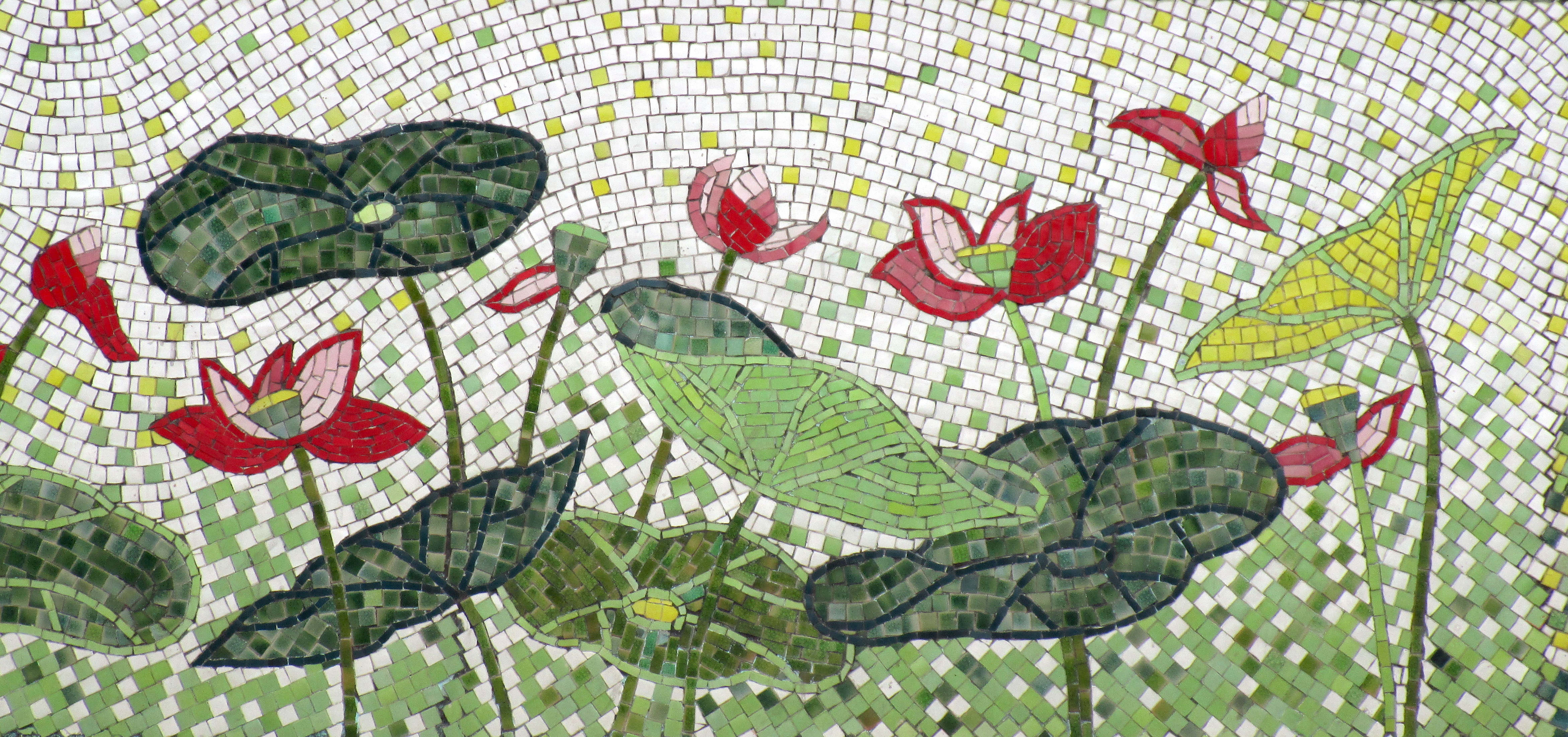